# Canapville (Orne)
Canapville település Franciaországban, Orne megyében. Lakosainak száma 218 fő (2022. január 1.). Canapville Lisores, Pontchardon, Avernes-Saint-Gourgon, Vimoutiers és Livarot-Pays-d'Auge községekkel határos.

## Népesség
A település népességének változása:
| Lakosok száma | 215  | 215  | 206  | 205  | 203  | 201  | 210  | 218  |
|               | 2013 | 2015 | 2017 | 2018 | 2019 | 2020 | 2021 | 2022 |